# Collegiate Chorale
La Collegiate Chorale es una coral sinfónica con sede en la ciudad de Nueva York (EE. UU.)

## Historia
La coral fue fundada en 1941 por Robert Shaw, quien más tarde fundaría la profesial y célebre Coral Robert Shaw. Desde su fundación, la Collegiate Chorale ofrece algunas interpretaciones anualmente en Carnegie Hall y otras salas de concierto. En julio de 2007, la Collegiate Chorale fue invitada a interpretar la obra Un réquiem alemán de Brahms en el Festival de Verbier de Suiza. Robert Bass fue su director musical desde 1980 hasta su fallecimiento en agosto de 2008.